# جون جوزيف دوهرتي
جون جوزيف دوهرتي (بالإنجليزية: John Joseph Doherty)‏ هو ضابط أمريكي، ولد في 26 فبراير 1919 في Charlestown, Boston ‏ في الولايات المتحدة، وتوفي في 1942.